# Disciphania heterophylla
Disciphania heterophylla är en tvåhjärtbladig växtart som beskrevs av R.C. Barneby. Disciphania heterophylla ingår i släktet Disciphania och familjen Menispermaceae. Inga underarter finns listade i Catalogue of Life.